# NRK Jazz
NRK Jazz es una emisora de radio pública musical de Noruega. 

## Historia
Fue fundada en el año 2007 y pertenece a la Norsk rikskringkasting (en español, «Corporación de radiodifusión noruega», abreviado NRK). Su emisión comenzó el 3 de septiembre de 2007.
Esta emisora emite principalmente jazz de forma ininterrumpida y sin pausas publicitarias, haciendo énfasis en el jazz noruego y europeo.

## Difusión
En Noruega emite a través de la radio digital terrestre (DAB+), en abierto en gran parte de Europa a través de los satélites SES 5 (4.8°E) y Thor 5 (0.8°W), y a nivel mundial en streaming vía Internet.